# Pennines

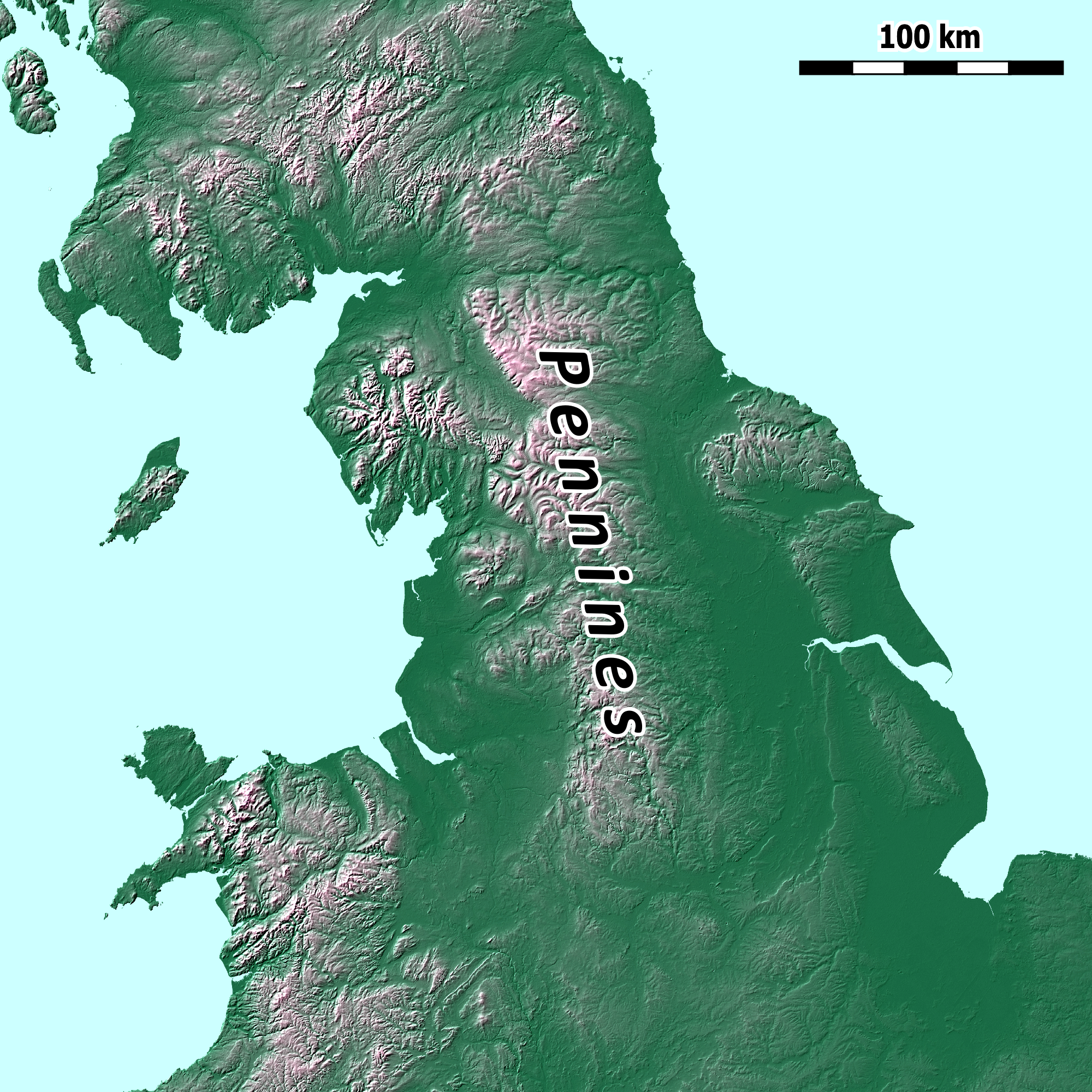
Bắc Anh và vùng lân cận, với the Pennines ở trung tâm

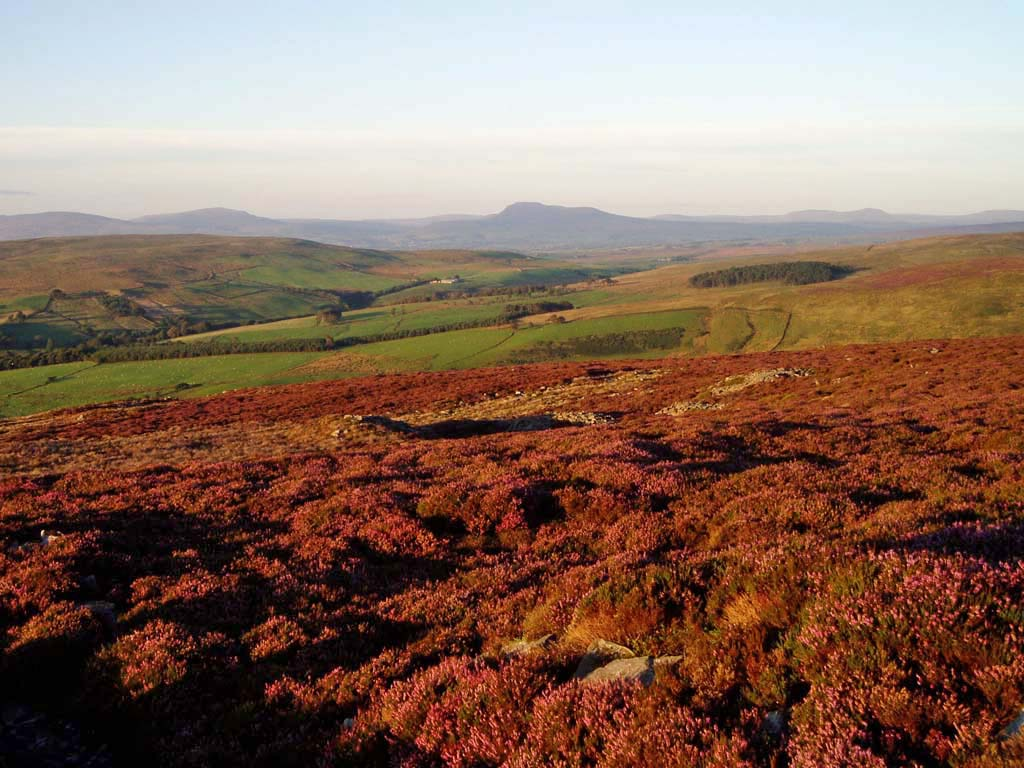
Cảnh quang Forest of Bowland (Rừng Bowland)

The Pennines (/ˈpɛnaɪnz/), còn gọi là Pennine Chain (Chuỗi Pennine) hay Pennine Hills (Dãy đồi Pennine), là một dãy đồi núi nằm chắn giữa North West England và Yorkshire-North East England.
Được mệnh danh là "backbone of England" (cột sống nước Anh), the Pennines là một dãy đồi chảy theo chiều bắc-nam suốt Northern England (Bắc Anh). Dãy đồi này kéo dài từ phía nam (ở Peak District) chạy lên phía bắc, băng qua các vùng South Pennines, Yorkshire Dales và North Pennines để rồi dừng lại ở sông Tyne, đường phân tách giữa the Pennines với Cheviot Hills. Có người cho rằng Cheviot Hills ở bên kia biên giới Anh-Scotland cũng thuộc the Pennines. The Pennines là một vùng giữ nước quan trọng với nhiều hồ chứa nước trên thượng nguồn các thung lũng sông.
Vùng này được coi là có phong cảnh thuộc hàng đẹp bậc nhất Vương quốc Liên hiệp. North Pennines, Nidderdale cũng như Bowland-Pendle Hill được công nhận là Areas of Outstanding Natural Beauty (AONB, Vùng có Nét đẹp Thiên nhiên Nổi bật). Một phần the Pennines nằm trong vườn quốc gia Peak District và vườn quốc gia Yorkshire Dales. Tuyến đường bộ đường dài cổ nhất đảo Anh, tên Pennine Way, chạy gần suốt Pennines, dài 268 dặm (429 km).